# Bowie tangalunga
Espèce
Bowie tangalunga est une espèce d'araignées aranéomorphes de la famille des Ctenidae.

## Distribution
Cette espèce est endémique de Mindanao aux Philippines. Elle se rencontre sur le mont Apo.

## Description
Le mâle holotype mesure 13,11 mm.

## Systématique et taxinomie
Cette espèce a été décrite par Omelko et Fomichev en 2024.

## Publication originale
- Omelko & Fomichev, 2024 : « New and poorly known species of Bowie Jäger, 2022 (Araneae: Ctenidae) from Southeast Asia. » Zootaxa, no 5543(3), p. 383-403.